# Олинго на Габи
Олинго на Габи (Bassaricyon gabbii) или рунтавоопашато олинго, също южноамерикански енот, е вид бозайник от семейство Енотови (Procyonidae).

## Разпространение и местообитание
Разпространен е в Еквадор, Колумбия, Коста Рика, Никарагуа и Панама.